# Partido Demócrata Progresista

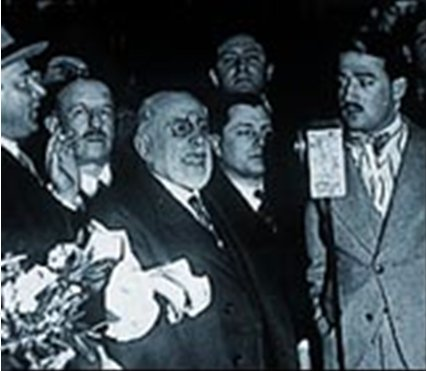
Lisandro de la Torre, fundador del PDP, con miembros del partido.

El Partido Demócrata Progresista (PDP) es un partido político  de la República Argentina creado en 1914. 
Goza de especial predicamento en la provincia de Santa Fe. En 2006 el PDP fue uno de los miembros fundadores del Frente Progresista Cívico y Social junto al Partido Socialista, la Unión Cívica Radical, el Partido GEN y la Coalición Cívica ARI, alianza que triunfó en la provincia al ser elegido el socialista Hermes Binner como gobernador. En 2007, fue uno de los miembros fundadores de la Coalición Cívica. Entre 2015 y 2019 en algunos distritos formó parte de la coalición Cambiemos y de 2019 a 2023, integró Juntos por el Cambio.

## Orígenes
El PDP tiene su origen en la Liga del Sur, fundada por Lisandro de la Torre en 1908. En 1912, en la primera elección provincial bajo la nueva ley electoral, la Liga del Sur obtiene la minoría en Santa Fe, resultando elegido diputado nacional Lisandro de la Torre. También tiene orígenes en el partido Unión Nacional, fuerza que liderado Roque Sáenz Peña y que lo llevó a la presidencia en 1910.
En un marco más amplio, la sanción de la mencionada Ley Sáenz Peña, la fragmentación del PAN y los deseos de frenar la marcha yirigoyenista, dan impulsos al ensayo de convergencia de la mayoría de las fuerzas liberales y conservadoras del país para formar un gran partido nacional, institucionalizado, moderno y orgánico.
Dice de la Torre al respecto "... adherí a la idea de formar el Partido Demócrata Progresista bajo dos condiciones expresas: primero, que se organizaría un partido nuevo independiente de la tradición de todo partido anterior, tan distante del radicalismo hipolitista, como del viejo partido del general Roca; segundo, que ese partido "nuevo" sería además permanente y con programa definidamente democrático."

### Fundación
De La Torre hizo un gran esfuerzo para conformar su partido "orgánico e impersonal" que se contrapusiera al radicalismo y el 14 de diciembre de 1914 crean el Partido Demócrata Progresista  junto a partidos conservadores del interior y figuras de la democracia liberal como Joaquín V. González, Indalecio Gómez o Ramón Cárcano y con otros dirigentes como Alejandro Carbó, el futuro presidente de facto José Félix Uriburu, su hijo Alberto Uriburu, Valentín Virasoro, Ezequiel Ramos Mexía, Mariano Demaría, José María Rosa, Carlos Rodríguez Larreta, Carlos Ibarguren, etc. Después se sumarían personajes cívicos como Guillermo Udaondo, y Luis María Drago. Para superar los personalismos, apuestan a construir un programa. De La Torre respondió promoviendo "un partido nuevo que no tuviera vinculaciones con el pasado y con un programa democrático de avanzada".

### Origen del nombre
En un principio, De la Torre quería llamarlo Partido Progresista, pero otros miembros no estuvieron de acuerdo y acordaron que la Junta Provisional debería resolver el tema. El 16 de diciembre se optó por el nombre «demócrata progresista», tras un debate entre los dirigentes partidarios. Para Rodolfo Rivarola, el doble nombre respondía a la composición del partido. Por un lado estaban los que creían en la democracia y querían profundizarla y por otro los que pensaban, aun con buena intención, que lo importante era llegar al poder, por cualquier camino. Los primeros eran los demócratas y los segundos los progresistas.

## Proyecto político

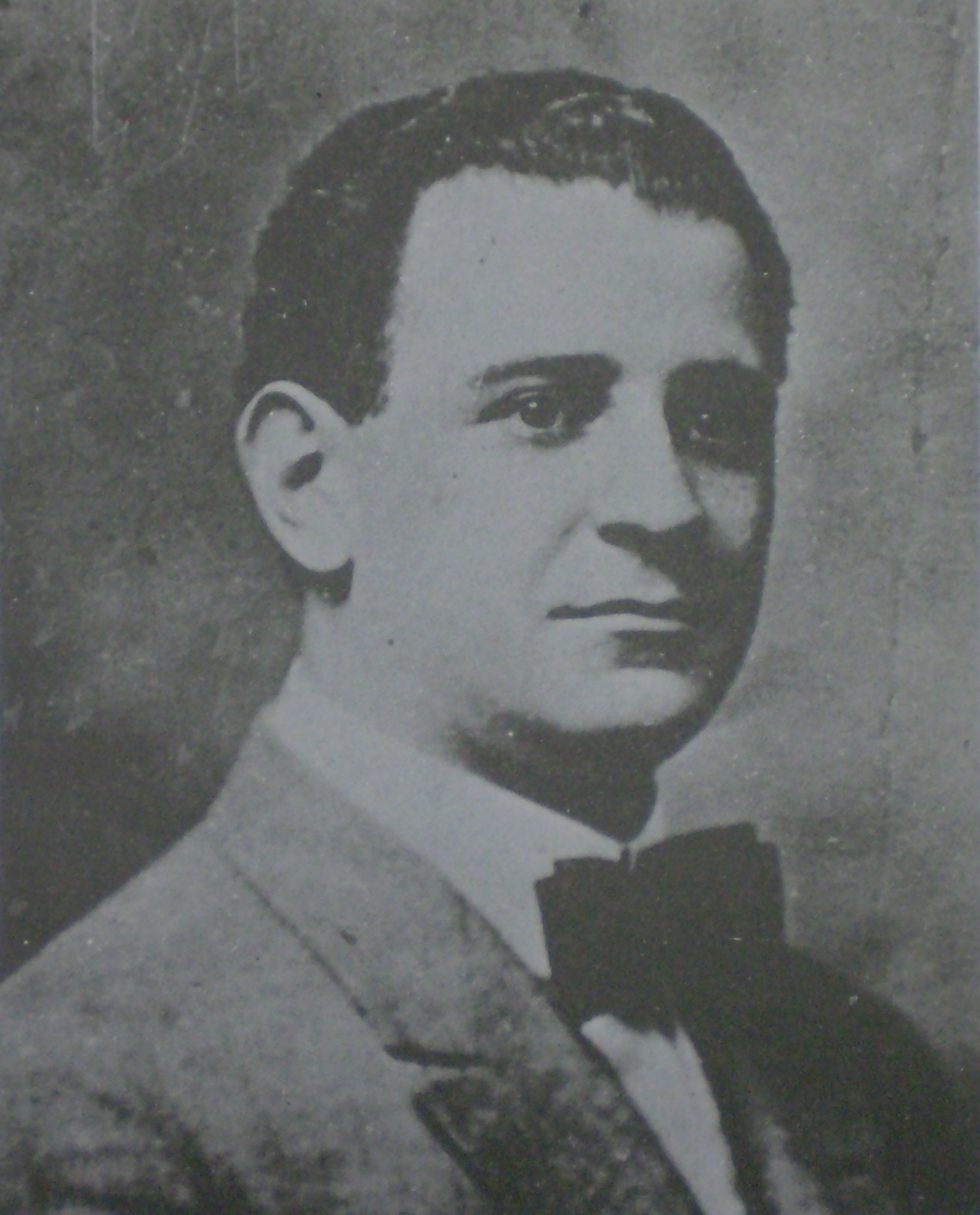
Enzo Bordabehere.

El Partido Demócrata Progresista intentó conformar un espacio político renovado para la acción del campo liberal, profundamente afectado por la sanción del voto secreto y el fin de la hegemonía del roquismo, integrando diez partidos provinciales; sin embargo, el importante Partido Demócrata de Buenos Aires, dirigido por Marcelino Ugarte y el Partido Provincial de Santiago del Estero, de Victorino de la Plaza, no se integraron al PDP.

## Programa
En septiembre de 1915 se publicó la plataforma del PDP, redactada por Carlos Ibarguren, que políticamente quería consolidar el régimen electoral en lo constitucional, buscaba mayor autonomía para los estados federales y transformar en provincias los territorios nacionales.[cita requerida] Su autor, analizando el programa, dijo que la tendencia descentralizadora era el mayor mérito y la cualidad característica e inconfundible del partido.

Plataforma electoral del Partido Demócrata Progresista para las elecciones municipales de Rosario en 1928.

En el programa se declaraba:  
“ (el PDP) Es pacifista en materia internacional; autonomista y democrático en política general; proteccionista en materia económica; mutualista, cooperativista y previsor para la asistencia de las masas trabajadoras en política social; innovador en la legislación jurídica. Al centralismo ejercido desde la metrópoli por el poder nacional, oponemos una marcada tendencia descentralizadora en la política, en el gobierno, en la administración, en las municipalidades, procurando desenvolver la capacidad de las provincias para el real ejercicio de su autonomía”.
Los puntos más destacados aluden al impulso a la salud pública y a la situación laboral, social y legal de los trabajadores, mujeres y niños, y a la mayor participación del Estado en el control y en la potenciación de la economía, así como a la necesidad de profundizar en el proceso abierto de sustitución de importaciones.

### Materia Social
Desde el punto de vista social, se pretendía incrementar el papel del Estado en los temas de Salud Pública, así como en lo referente a la mejora de las condiciones de vida de los trabajadores (construcción de casas baratas, promoción en todo el país de una legislación del trabajo ajustada a las peculiaridades de cada región, que amparara la salud y el descanso del trabajador; reglamentación del trabajo de las mujeres y los menores; prevención de accidentes y enfermedades del trabajo; reglamentación higiénica de fábricas y talleres y del trabajo a domicilio; creación de tribunales de conciliación mixtos de patrones y obreros y organización de la asistencia social).[cita requerida]

### Economía
En lo económico, se insistía en el respeto de la situación actual de la industria y en el fomento de "la explotación y el aprovechamiento industrial de los productos naturales del país, para que puedan substituir con ventaja a los similares extranjeros". Se trataba de proteger por igual el capital invertido en la industria y el comercio y de fomentar la radicación de nuevos capitales extranjeros. Los tratados de comercio debían ser revisados para "mejorar las condiciones de penetración de nuestros productos en los mercados extranjeros", para lo cual se debería fomentar el desarrollo de una marina mercante argentina y de las exportaciones. El proteccionismo limitado no implicaba el cierre de las fronteras, ni la búsqueda de autarquía y, por el contrario, pretendía expandir las exportaciones. El fomento de nuevas industrias también serviría para impulsar el progreso económico del interior. Se abogaba por una legislación sobre el petróleo, que sirviera de base al sector y defendiera los intereses vinculados a ella. Otro punto pedía la revisión "científica" del régimen impositivo. El impuesto debía recaer "con preferencia sobre la riqueza adquirida y los beneficios de la producción, a fin de alivianar las cargas que pesan sobre los consumos y artículos de primera necesidad". Se gravaría el ausentismo. El régimen bancario debía regular la circulación y el cambio y difundir el crédito en beneficio del trabajo y la producción.

### Agricultura
En lo referente a la agricultura, el PDP era partidario de la sanción de una ley que permitiera al Estado la compra a particulares de campos, ubicados en zonas fértiles y próximas a puertos y ferrocarriles, que deberían venderse fraccionados a los agricultores a largo plazo y a bajos tipos de interés. También se muestra favorable a la colonización agrícola en tierras fiscales, mediante la adquisición de las propiedades por los colonos, con largos plazos. 

### Administración
En lo referente al gobierno y la administración, se propone la contención del gasto público y la potenciación del presupuesto como herramienta de los ingresos y gastos del Estado, así como la reorganización de la administración pública. La educación era un tema central y se proponía: el aumento del número de escuelas en proporción mayor al crecimiento de la población escolar; cursos nocturnos gratuitos para obreros y fomento de la enseñanza profesional para ambos sexos; reforma de la legislación escolar, reduciendo el centralismo y los poderes del Consejo Nacional de Educación y transfiriendo sus facultades en materia de educación primaria a las municipalidades; ley de magisterio que asegure la estabilidad de los maestros y transformación de los institutos de altos estudios provinciales en universidades nacionales.

### Ejército
En materia militar, el PDP tenía como principal objetivo la preservación de la paz, para lo cual proponía mantener un Ejército y una Marina de Guerra adecuada a los recursos del país y en función de su situación geográfica, cuya base sería el servicio militar obligatorio. La planta orgánica de las instituciones militares la establecería el Congreso y la doctrina militar un Consejo de Defensa Nacional. Se reformaría el Código de Justicia Militar en armonía con el sistema de reclutamiento.

### Poder Judicial
Sobre el Poder Judicial pedían la reforma de la legislación penal sobre la base de la individualización de las penas, condenas condicionales, registro de reincidentes, libertad condicional, unificación de la legislación criminal y correccional, organización de patronatos para penados que hayan cumplido la condena, leyes especiales para menores delincuentes y creación de tribunales especiales para ellos, ley de contravenciones.

## 1916-1930
En 1916, el PDP participó en las elecciones generales de ese año con la fórmula presidencial integrada por Lisandro de la Torre y Alejandro Carbó. El partido finalizó en el tercer lugar, luego de Hipólito Yrigoyen y Ángel Dolores Rojas, consiguiendo el 18,76% del total de los votos, también obtuvieron ese año 7 diputados nacionales y 2 senadores.
Desde 1912 y hasta 1930 en la provincia de Santa Fe se suceden gobiernos radicales. Mientras tanto el PDP afirma sus rasgos de partido de oposición con una interesante participación parlamentaria, un fuerte peso en la zona sur de la provincia y un alto protagonismo en el debate político ideológico que caracteriza a la política santafesina en los primeros años de la década del veinte.
El partido se instaló con fuerza en el sur de la provincia de Santa Fe y en Rosario. En 1921 el PDP participó en la reforma de la Constitución de la provincia de Santa Fe influyendo en su contenido progresista, en el que se garantiza la estabilidad del empleo público, la jornada máxima, el salario mínimo, la vivienda obrera, el descanso dominical, la promoción de colonias agrarias y el desaliento del latifundio, etc. La constitución fue desconocida por el radicalismo. En la década de los años 1920-1930 comenzaron a actuar en el PDP dirigentes como Mario Antelo, José Antelo, Carlos Gervasio Colombres, Vicente Pomponio, Julio Noble, Enzo Bordabehere y Luciano Molinas.

## 1930-1946

### Alianza Demócrata Socialista de 1931
Producido el golpe militar de 1930 el PDP rechazó participar en el gobierno militar de José Félix Uriburu. En las elecciones presidenciales de 1931 el PDP acude a las elecciones presidenciales a través de una alianza electoral con el Partido Socialista, llamada Alianza Demócrata-Socialista, presentando la fórmula Lisandro de la Torre - Nicolás Repetto, que fue derrotada en lo que se denominaría de fraude patriótico. El nuevo programa del partido no solo refleja la convergencia con los socialistas, lo cual implica un mayor tono progresista (como prueba la reivindicación de una ley de divorcio absoluto), sino también se hace eco de los cambios económicos y sociales impulsados por el crac del 29. 
En Santa Fe, la Alianza PDP-PS obtuvo el triunfo, resultando elegido gobernador el demócrata progresista Luciano Molinas. En esa ocasión fueron elegidos diputados nacionales entre otros, Enzo Bordabehere, Vicente Pomponio, Julio Noble, Carlos G. Colombres, Mario Mosset Iturraspe, y Gregorio Parera, y senadores nacionales por Santa Fe Lisandro de la Torre y Francisco Correa.

### Gobernación de Santa Fe
Tras veinte años en el rol de oposición, ayudados por la abstención del radicalismo, los demócratas progresistas alcanzaron la gobernación de la provincia en 1931 con un programa a todas luces disonante para la época: la aplicación de la vetada Constitución de 1921, una suerte de condensación de los proyectos auspiciados por el reformismo liberal una década antes. Largamente esperado por el PDP, el triunfo planteó en su momento algunos interrogantes que todavía merecen atención: el principal, cómo se había logrado pasar de ocho mil sufragios en 1928, cuando nadie parecía interesado en el reformismo, a los casi cien mil de 1931. Públicamente, como se sabe, el PDP no dudó en ofrecer una respuesta: el electorado consciente, progresista y liberal de la provincia había hecho finalmente su aparición tras el fin del influjo ejercido por el yrigoyenismo.  Este había sido el vaticinio de Luciano Molinas en 1928, cuando el partido parecía condenado a la extinción, y en noviembre de 1931 –abstención radical mediante–  muchos lo creyeron realizado.
Durante el gobierno de Molinas, junto con la restauración de la Constitución de 1921, se realizaron grandes transformaciones en la línea de las medidas propuestas en las plataformas y programas partidarios del PDP. Entre otros;  la reforma de las leyes orgánicas que permitieron la decentralización de la administración y la autonomía de varias instituciones. Se dictaron 162 leyes y 100 proyectos que reforzaron el poder de la Legislatura y reorganizaron el Poder Judicial, con la creación de la Corte de justicia y el Jury de Enjuiciamiento. Los intendentes fueron elegidos por el pueblo y se crearon los Consejos Escolares y Consejos Médicos electivos. Se reformó el régimen carcelario y la Ley de Menores. Se reforzó la defensa de las tierras públicas y se creó el Instituto Experimental de Investigación Agrícola. Se trazó un plan integral para las obras públicas, que permitió el trazado de nuevos caminos y se reorganizó el puerto de Santa Fe. En materia laboral se sancionó una ley de régimen legal de trabajo (ley 2.462), se estableció el sábado inglés, el empadronamiento del comercio y la industria y el censo permanente de patronos y obreros. Hubo una importante contención del gasto público y se reformuló la deuda pública.

### Debate de las Carnes y Asesinato de Bordabehere
El trabajo de Lisandro de la Torre en el Senado de la Nación denunciando los negociados ilegales entre empresas inglesas y el gobierno en el sector de la carne, como consecuencia del pacto Roca-Runciman, lo haría conocido con el nombre de fiscal de la Patria y terminaría con el episodio conocido como "Asesinato en el Senado", donde es asesinado el senador Enzo Bordabehere en pleno recinto el 23 de julio de 1935.

## 1946-1955
En 1946 el Partido Demócrata Progresista integró la Unión Democrática, que fue derrotada por el peronismo, enviando a Mario Mosset Iturraspe como diputado nacional.
A finales de junio de 1951 se reunió el Congreso Nacional del PDP. Allí se elaboró una declaración sobre la situación política que atravesaba el país y los delegados se pronunciaron por la defensa de un sistema federal, por la solidaridad con las repúblicas americanas, por una economía descentralizada y la eliminación del intervencionismo estatal en la economía, y por la preservación de las facultades del Poder Legislativo y la independencia del Poder Judicial. En esta declaración el Partido Demócrata Progresista hacía una fuerte denuncia al régimen peronista diciendo "El problema más grave lo constituye el quebramiento de los derechos del hombre y del ciudadano... la clausura de los distintos órganos de opinión, así como la expropiación del diario La Prensa conducen a la supresión de la libertad de imprenta y del derecho de emitir las ideas sin censura previa..." y cerraban la declaración diciendo "no hay justicia social sin libertad". Días después quedó constituida la Junta Nacional del partido, integrada por Luciano Molinas como secretario general, Agustín Álvarez, Osvaldo González Blanc, Emiro Seghuzzi y Mario Mosset Iturraspe  como tesorero, protesorero y prosecretario de administración. 
En este Congreso Nacional también se eligieron quienes iban a ser los candidatos a presidente y vicepresidente que representarían al Partido Demócrata Progresista en las elecciones presidenciales de 1951. La elección de los candidatos presidenciales estuvo precedida de una disputa en el interior del partido entre sus principales dirigentes. Los candidatos a la presidencia eran Luciano Molinas y Julio Argentino Noble, y a la vicepresidencia, Juan José Díaz Arana y Horacio Thedy. Finalmente, y tras sucesivos aplazamientos de las elecciones internas, Molinas y Diaz Arana fueron elegidos en octubre para integrar el binomio presidencial del PDP. En los días previos a los comicios el PDP propuso abstenerse debido a los hechos de represión estatal a los candidatos opositores en sus actos proselitistas y a la falta de libertad de expresión que proporcionaba el gobierno prohibiendo a los opositores presentar sus ideas y críticas al gobierno en la prensa o en la radio siendo únicamente mencionadas en estas para desacreditarlos, pero tal iniciativa no cuajó y sus candidatos fueron, finalmente, aceptados por la Junta Electoral. 
En las elecciones la fórmula de Juan Domingo Perón y Hortensio Quijano fue reelegida con el 63,51% de los votos, mientras que el Partido Demócrata Progresista con su fórmula integrada con Luciano Molinas para presidente y Juan José Díaz Arana para vicepresidente apenas obtuvo el 0,04% del total de los votos.

## 1955-1976
Producida la llamada Revolución Libertadora, que derrocó al gobierno de Juan Domingo Perón, el PDP integró la Junta Consultiva Nacional, siendo allí representado por Horacio Thedy. En las elecciones de 1957 para reformar la Constitución fueron elegidos convencionales constituyentes Luciano F. Molinas, José N. Antelo, Horacio R. Thedy, Camilo Muniagurria y Luis Sgrosso.
En las elecciones presidenciales de 1958 el Partido Demócrata Progresista presentó la candidatura de Luciano F. Molinas - Horacio R. Thedy. 
En las elecciones presidenciales de 1963 el Partido Demócrata Progresista realizó una alianza electoral con UDELPA, llevando como candidato al general Pedro Eugenio Aramburu, exdictador de la autodenominada Revolución Libertadora de 1955, acompañado por Horacio R. Thedy como candidato a vicepresidente. La alianza salió tercera y el 17% de los votos, siendo elegidos doce diputados demócrata progresistas al Congreso Nacional.
En 1971 el PDP, representado por Horacio R. Thedy, integró la mesa interpartidaria llamada La Hora del Pueblo, junto a los demás partidos políticos, para exigir el llamado a elecciones. 
En las elecciones presidenciales de 1973 el PDP integró la Alianza Popular Federalista, con la fórmula Francisco Manrique - Rafael Martínez Raymonda, este último demócrata progresista, resultando terceros con 1.800.000 votos.
En ese mismo acto, en Santa Fe, la fórmula Alberto Natale - Mario Verdú obtuvo el segundo lugar perdiendo en el balotaje con la fórmula del FREJULI encabezada por Sylvestre Begnis.

## 1976-1983
Durante la dictadura autodenominada Proceso de Reorganización Nacional sus dirigentes ocuparon cargos, como Rafael Martínez Raymonda que fue designado embajador en Italia y Alberto Natale que fue designado intendente de la ciudad de Rosario entre 1981 y 1983. Esta participación generaría en el futuro fuertes debates internos en el partido, entre aquellos que fueron críticos de la participación en el gobierno militar (sector que formaría la línea interna autodenominada "Latorrista", bajo la conducción de Ricardo Molinas) y aquellos que sostuvieron que fue una decisión que ayudó a recuperar la democracia
En 1979, cuando la Organización de Estados Americanos (OEA)  realizó una visita a la Argentina para examinar la situación de los derechos humanos, la Junta Ejecutiva Nacional emitió una declaración diciendo: 

No es hora de reabrir heridas incurables. Sí es tiempo de cerrar aquellas que puedan suturarse. La presencia del organismo interamericano en nuestro seno será eficiente si nos ayuda a tomar conciencia colectiva de que nunca más podrá ejercerse la violencia en la Argentina. La paz debe sellarse en el respeto silencioso de todos nuestros muertos y en el compromiso absoluto de cerrar definitivamente esta trágica etapa de la vida nacional
Partido Demócrata Progresista
Junta Ejecutiva Nacional
Buenos Aires, 14 de septiembre de 1979

### Línea Latorrista
Durante el convulsionado contexto de retorno a la democracia, y en medio de fuertes discusiones internas acerca de la colaboración de miembros del partido para con el gobierno militar, un grupo crítico de la colaboración se desprende del partido y legitima utilizando el ideario latorrista, si bien no alcanzan a obtener resultados electorales significativos al interior del partido, logra destacarse al exterior proyectando algunas figuras destacadas que tendrán actuación insertándose dentro de otras formaciones y procesos políticos, como Ricardo Molinas y Oscar Blando. 
En su plataforma para las elecciones internas de 1983, la Lista Azul Latorrista se propone:

“ Reencauzar al PDP en la línea combativa y principista de la que nunca debió haber sido apartado, ratificar posición de total enfrentamiento y rechazo a toda colaboración con el proceso, retomar las banderas del laicismo, del antimilitarismo y antiimperialismo, bases fundamentales de la doctrina partidaria, así como impulsar la democratización de la vida interna partidaria permitiendo la participación de los correligionarios del interior, de la juventud y de la generación intermedia"
Diario La Capital de Rosario, 1/7/1983 

## 1983 en adelante
En las elecciones de 1983, el Partido Demócrata Progresista realizó una alianza con el Partido Socialista Democrático proponiendo la fórmula Martínez Raymonda - René Balestra, obteniendo el 0,32% de los votos, sin obtener representación parlamentaria.
En las elecciones legislativas de 1985 el PDP obtuvo representación en el Congreso de la Nación debido a su desempeño electoral en la Provincia de Santa Fe, en la que se ubicó como tercera fuerza con 8,5%, resultando elegido diputado nacional Alberto Natale. Esa representación subió al 13% en las elecciones legislativas de 1987, resultando elegido diputado nacional Enrique Muttis.
En las elecciones generales de 1989 el PDP formó una alianza electoral con la Unión del Centro Democrático, llevando cómo candidato a presidente a Álvaro Alsogaray de la UCD y como vicepresidente a Alberto Natale, por el PDP. La alianza salió tercera obteniendo el 6,8% de los votos, resultando elegidos diputados por el PDP, Alberto Natale y Rafael Martínez Raymonda. La alianza además obtuvo un resonante triunfo en la ciudad de Santa Fe, capital de la provincia, resultando elegido intendente Enrique Muttis (obtuvo 95.000 votos; el PJ, 43.000, y la UCR, 10.300) por lo que renunció a su cargo de diputado siendo reemplazado por José María Antelo, razón por la cual el bloque parlamentario del PDP en 1989 estuvo conformado por tres diputados.
En las elecciones legislativas de 1991 volvió a concurrir sin alianzas, siendo elegido Mario Verdú como diputado por Santa Fe. En las elecciones legislativas de 1993 la representatividad del partido se mantuvo, resultando reelecto Natale, pero perdiendo la intendencia de Rosario. Antelo ese mismo año reemplazó como diputado a Verdú que había fallecido y asume otro diputado demócrataprogresista, el cuarto, ya que Juan Carlos Varela Barrio reemplazó al fallecido Federico Clérici de la UCD.
En 1994 el partido concurrió solo a las elecciones para convencionales constituyentes, con la postura de oponerse al Pacto de Olivos entre el Partido Justicialista y la Unión Cívica Radical, siendo elegidos Alberto Natale, Carlos Caballero Martín y Pablo Cardinale.
En las elecciones presidenciales de 1995 no presentó ni apoyó ninguna fórmula, manteniendo su presencia en Santa Fe y logrando la elección a diputado por esa sección de Carlos Caballero Martin. Su presencia electoral se mantuvo en 1997, sobre la base de obtener un diputado por el distrito santafecino, resultando reelecto Natale.
En las elecciones presidenciales de 1999 apoyó la fórmula triunfadora de La Alianza (Fernando de la Rua-Chacho Álvarez), sin integrarla, manteniendo su posición electoral en Santa Fe y logrando dos bancas en la Cámara de Diputados, mediante la reelección de Carlos Caballero Martín y la incorporación de Maria Emilia Biglieri.
En las elecciones legislativas de 2001, Natale fue elegido nuevamente diputado nacional por Santa Fe, finalizando su mandato en 2005.
En las elecciones presidenciales de 2003 el PDP apoyó la chapa de Movimiento Federal Recrear, pero no obtuvo cargos nacionales, por primera vez desde 1983. En las elecciones legislativas de 2005 obtuvo apenas un 3,3% en Santa Fe, no logrando nuevamente ninguna banca.
En 2006 el PDP integró el Frente Progresista, Cívico y Social con el Partido Socialista, la Unión Cívica Radical, el GEN, el Movimiento Libres del Sur y la Coalición Cívica ARI, alianza que triunfó en la provincia al ser elegido el socialista Hermes Binner como gobernador. Ese mismo año de 2006 se produjo un fuerte debate en el seno del partido sobre la participación del PDP en la última dictadura militar, entre aquellos que sostuvieron que el partido debería pedir perdón y aquellos que sostuvieron que fue una decisión que ayudó a recuperar la democracia.
El 11 de abril de 2007, junto con otros partidos de centro y centro-izquierda, fundó la Coalición Cívica. A raíz de ello resulta elegido diputado nacional Luis Alberto Galvalisi, por el distrito Capital Federal, en las elecciones parlamentarias de 2007, volviendo a formarse el bloque parlamentario de PDP.
Siempre integrando el Frente Progresista, Cívico y Social en Santa Fe, el PDP en las elecciones de 2009 obtuvo la elección a diputado nacional por Santa Fe de Carlos Favario, con mandato hasta 2013. Desde 2012 el PDP entró en conflicto con el Frente Progresista sosteniendo la posibilidad de abandonarlo, lo que finalmente hizo formando un monobloque.
El 14 de diciembre de 2014 el PDP cumplió 100 años, realizándose celebraciones y actos de homenaje en todo el país. En marzo de 2016 el partido volvió a tener representación parlamentaria de la mano de Ana Isabel Copes, quien asumió como diputada nacional por la provincia de Santa Fe.
En 2015 se integró, junto a Propuesta Republicana (PRO), la Unión Cívica Radical, Coalición Cívica y el Partido Conservador Popular, al frente Cambiemos, que desde 2019 cambiaría su denominación a Juntos por el Cambio.
En febrero de 2016, el presidente Mauricio Macri nombra a Oscar Moscariello presidente del Partido Demócrata Progresista embajador en Portugal cargo que ocupó hasta el 10 de diciembre de 2019.
En 2023, el economista y Diputado nacional Ricardo López Murphy se incorporó al partido y fue nombrado como candidato a Jefe de Gobierno de la Ciudad de Buenos Aires por el PDP. Finalmente López Murphy no se presenta a Jefe de Gobierno y en diciembre junto a otros 8 diputados  de diferentes partidos forman el bloque Cambio Federal.Finalmente el bloque Cambio Federal se une con el bloque de la Coalición Cívica, algunos diputados del PRO y el Peronismo Republicano y forman el bloque Hacemos Coalición Federal presidida por Miguel Ángel Pichetto.

## Resultados electorales

### Elecciones presidenciales
|  | 18,76 % |

|  | 5,04 % |

|  | 1,04 % |

|  | 34.66 % |

|  | 41.39 % |

|  | 43.65 % |

|  | 0,04 % |

|  | 1,54 % |

|  | 17.81 % |

|  | 14.90 % |

|  | 12.19 % |

|  | 0,34 % |

|  | 7.17 % |

|  | 48.37 % |

|  | 16.37 % |

|  | 16.91 % |

|  | 11.14 % |

|  | 51.34 % |

|  | 40.28 % |

|  | 23.81 % |

### Elecciones al congreso
| Año  | Votos                       | %                     | Diputados | Senadores | Nota |
| ---- | --------------------------- | --------------------- | --------- | --------- | --- |
| 1916 | 110.238                     | 14,62%                | 10/120    | 0/30      | |
| 1918 | 57.826                      | 7,76%                 | 8/120     |           | |
| 1919 | Sin datos                   | Sin datos             |           | 0/30      | |
| 1920 | 76.900                      | 10,96%                | 14/158    |           | |
| 1922 | 43.127                      | 5,37%                 | 15/158    | 0/30      | |
| 1924 | 66.029                      | 10,15%                | 14/158    |           | |
| 1925 | Sin datos                   | Sin datos             |           | 0/30      | |
| 1926 | 45.936                      | 5.19%                 | 3/158     |           | |
| 1928 | 14.175                      | 1.12%                 | 0/158     | 0/30      | |
| 1930 | 57.996                      | 4,03%                 | 3/158     |           | |
| 1931 | 109.005                     | 7,95%                 | 14/158    | 2/30      | |
| 1934 | 101.928                     | 7,30%                 | 14/158    |           | |
| 1935 | Sin datos                   | Sin datos             |           | 1/30      | |
| 1936 | 80.542                      | 4,93%                 | 6/158     |           | |
| 1938 | Sin datos                   | Sin datos             | Sin datos | 1/30      | |
| 1940 | Sin datos                   | Sin datos             | Sin datos |           | |
| 1941 | Sin datos                   | Sin datos             |           | 1/30      | |
| 1942 | 49.198                      | 2,52%                 | 0/158     |           | |
| 1946 | 71.731                      | 2,55%                 | 1/158     | 1/30      | Unión Democrática |
| 1948 | 50.181                      | 1,98%                 | 0/158     |           | |
| 1949 | Sin datos                   | Sin datos             |           | 0/30      | |
| 1951 | 2.644                       | 0,04%                 | 0/160     | 0/30      | |
| 1954 | 46.077                      | 0,60%                 | 0/169     | 0/34      | |
| 1958 | 126.991                     | 1,54%                 | 0/187     | 0/46      | |
| 1960 | 241.611                     | 3,67%                 | 0/192     |           | |
| 1961 | Sin datos                   | Sin datos             |           | 0/46      | |
| 1962 | 156.114                     | 1,78%                 | 0/192     |           | |
| 1963 | 555.891                     | 7,05%                 | 12/192    | 0/46      | |
| 1965 | 287.250                     | 3,21%                 | 9/192     |           | |
| 1966 | Sin datos                   | Sin datos             |           | 0/46      | |
| 1973 | 1.757.784                   | 14,76%                | 3/243     | 1/69      | Alianza Popular Federalista |
| 1983 | 124.796                     | 0,84%                 | 0/254     | 0/46      | Alianza Demócrata Socialista (PDP-PSD) en PBA, CABA, Chaco, Chubut, Córdoba, Entre Ríos, Formosa, Mendoza, Salta, Santa Fe y Tucumán Sin alianza en Corrientes, Río Negro y Santa Cruz                                                                             |
| 1985 | 362.799                     | 2,37%                 | 1/254     |           | Dip. Alberto Natale (Santa Fe) Con Pacto Autonomista Liberal y PF en Corrientes Sin alianza en PBA, CABA, La Rioja, Río Negro y Santa Fe |
| 1986 | Sin datos                   | Sin datos             |           | 0/46      | |
| 1987 | 767.245                     | 4,78%                 | 2/254     |           | Con UCeDé y Unión Conservadora en Provincia de Buenos Aires Con Pacto Autonomista Liberal en Corrientes Alianza PDP-UCeDé en Río Negro Sin alianza en CABA, La Rioja y Santa Fe                                                                                    |
| 1989 | 1.359.907                   | 8,17%                 | 2/254     | 0/46      | Alianza de Centro en Provincia de Buenos Aires, CABA y Santa Fe Con Pacto Autonomista Liberal en Corrientes Sin alianza en Formosa y La Rioja |
| 1991 | 940.945                     | 5,98%                 | 2/257     |           | Frente Justicialista en Ciudad de Buenos Aires, Catamarca y Formosa Alianza con MID en Chubut y Río Negro Con Pacto Autonomista Liberal en Corrientes Sin alianza en PBA, San Luis, Santa Fe y Tierra del Fuego                                                    |
| 1992 | Sin datos                   | Sin datos             |           | 0/48      | |
| 1993 | 3.420.596                   | 20,91%                | 2/257     |           | Frente Justicialista en Provincia de Buenos Aires Alianza Provincial Liberal (UCeDé-PDP) en Catamarca Con Pacto Autonomista Liberal en Corrientes Frente Nueva Opción (PDL-PDP) en San Luis Sin alianza en Ciudad de Buenos Aires y Santa Fe                       |
| 1995 | 411.184                     | 2,43%                 | 2/257     | 0/72      | Frente para el Cambio (PJ-PDP-MPP) en Río Negro Con Pacto Autonomista Liberal en Corrientes Sin alianza en Provincia de Buenos Aires, Ciudad de Buenos Aires y Santa Fe                                                                                            |
| 1997 | 344.078                     | 1,99%                 | 2/257     |           | Con Pacto Autonomista Liberal y UCeDé en Corrientes Frente de la Victoria en Formosa Sin alianza en Santa Fe |
| 1998 | Sin datos                   | Sin datos             |           | 0/72      | |
| 1999 | 4.464.567                   | 24,11%                | 3/257     |           | Alianza en Provincia de Buenos Aires, Ciudad de Buenos Aires y Río Negro Con Pacto Autonomista Liberal en Corrientes Con Frente de la Unidad y Pacto Federal en Formosa Sin alianza Santa Fe                                                                       |
| 2001 | 1.382.667 (D) 1.424.662 (S) | 9,68% (D) 9,79% (S)   | 3/257     | 0/72      | Alianza en Provincia de Buenos Aires, Ciudad de Buenos Aires y Río Negro Frente Justicialista Todos por el Cambio en San Luis Frente Cívico y Social en Corrientes Sin alianza en Santa Fe                                                                         |
| 2003 | 484.070 (D) 61.781 (S)      | 3,08% (D) 1,35% (S)   | 1/257     | 0/72      | Movimiento Federal Recrear en Provincia de Buenos Aires y Santa Fe Frente de la Unidad en Formosa Frente Proyecto Corrientes (PAC-PDP-PCP) Encuentro para los Rionegrinos en Río Negro                                                                             |
| 2005 | 1.247.407 (D) 631.873 (S)   | 7,23% (D) 7,65% (S)   | 0/257     | 0/72      | Alianza Propuesta Republicana en PBA y CABA Frente para la Victoria en Formosa Frente Proyecto Corrientes (PAC-PDP-MID-ND-PI) Sin alianza en Santa Fe |
| 2007 | 668.779 (D) 159.747 (S)     | 3,70% (D) 3,76% (S)   | 0/257     | 0/72      | Sociedad Justa en Provincia de Buenos Aires Frente para la Victoria en Formosa Frente Primero Corrientes (PDP-PCP) Concertación para el Desarrollo en Río Negro Sin alianza en Ciudad de Buenos Aires y Santa Fe                                                   |
| 2009 | 3.082.861 (D) 701.384 (S)   | 15,96% (D) 11,71% (S) | 1/257     | 0/72      | Dip. Carlos Alberto Favario (FPCyS Santa Fe) Acuerdo Cívico y Social en Provincia de Buenos Aires Alianza Propuesta Republicana en Ciudad de Buenos Aires Frente para la Victoria en Formosa Encuentro por Corrientes Concertación para el Desarrollo en Río Negro |
| 2011 | 1.485.005 (D) 1.060.877 (S) | 7,22% (D)             | 1/257     | 0/72      | Unión para el Desarrollo Social en Provincia de Buenos Aires Alianza Propuesta Republicana en Ciudad de Buenos Aires Frente para la Victoria en Formosa |
| 2013 | 1.878.172 (D) 722.831 (S)   | 8,31% (D)             | 0/257     | 0/72      | Frente Unión PRO en Ciudad de Buenos Aires Frente para la Victoria en Formosa Frente Progresista Cívico y Social en Santa Fe Encuentro por Corrientes |
| 2015 | 4.544.626 (D) 435.708 (S)   | 19,49% (D)            | 0/257     | 0/72      | Cambiemos en Provincia de Buenos Aires, CABA y Corrientes Frente para la Victoria en Formosa Frente Progresista Cívico y Social en Santa Fe |
| 2017 | 5.721.603 (D) 4.114.498 (S) | 23,28% (D) 34,69% (S) | 0/257     | 0/72      | Cambiemos en Provincia de Buenos Aires, CABA y Corrientes Frente para la Victoria en Formosa Frente Progresista Cívico y Social en Santa Fe |
| 2019 | 5.455.828 (D) 1.076.452 (S) | 21,28% (D) 19,10% (S) | 0/257     | 0/72      | Juntos por el Cambio en Provincia de Buenos Aires, CABA y Corrientes Frente de Todos en Formosa Consenso Federal en Santa Fe |
| 2021 | 5.152.806 (D) 556.676 (S)   | 22,15% (D) 7,82% (S)  | 0/257     | 0/72      | Juntos por el Cambio en Provincia de Buenos Aires, CABA y Corrientes Frente de Todos en Formosa Frente Amplio Progresista en Santa Fe |